# Generał Gramofon
Generał Gramofon (tyt. oryg. Gjeneral Gramafoni) – albański film fabularny z roku 1978 w reżyserii Viktora Gjiki.

## Opis fabuły
Akcja filmu rozgrywa się w latach 30. XX wieku w Albanii. Do Tirany przyjeżdża coraz więcej Włochów, którzy starają się kontrolować nie tylko gospodarkę albańską, ale także kulturę. Wirtuoz klarnetu – Halit Berati ma nagrać wraz z pieśniarzem Parondilim płytę w jednej z włoskich wytwórni. Ich nagrania mają być sprzedawane razem z włoskimi pieśniami faszystowskimi. W tym czasie dochodzi do strajku w jednej z rafinerii, która znajduje się pod kontrolą włoskiego kapitału. Halit Berati pracuje w tej rafinerii – jeśli przyłączy się do strajku do wydania płyty nie dojdzie.
Zdjęcia do filmu realizowano w Korczy i w Beracie. Film otrzymał główną nagrodę na III Festiwalu Filmu Albańskiego w kwietniu 1979 r. w Tiranie.

## Obsada
- Bujar Lako jako Halit Berati
- Guljelm Radoja jako Alberto
- Kadri Roshi jako Parondili
- Sulejman Pitarka jako Avdiu
- Llambi Kaçani jako Nasi
- Reshat Arbana jako prefekt
- Sheri Mita jako Mikele
- Mimoza Topalli jako Nermini
- Stavri Shkurti jako Braho
- Dhimitër Orgocka jako kapitan Misir
- Sandër Prosi jako Sefedin
- Shpëtim Shmili jako Valeta
- Piro Kita jako Fatmir
- Kastriot Azizaj jako Goni
- Marko Bitraku jako żandarm Isuf
- Tinka Kurti jako matka Halita
- Adrian Rruga jako syn Parondiliego
- Lavder Bariu
- Lefter Buçko
- Rifat Dajko
- Alki Zeqiri
- Luftar Pajo
- Sotiraq Çili
- Dhimitër Greku
- Muhamet Shehu
- Petraq Xhillari
- Nëntor Xhemaili